# 尼祿浴場

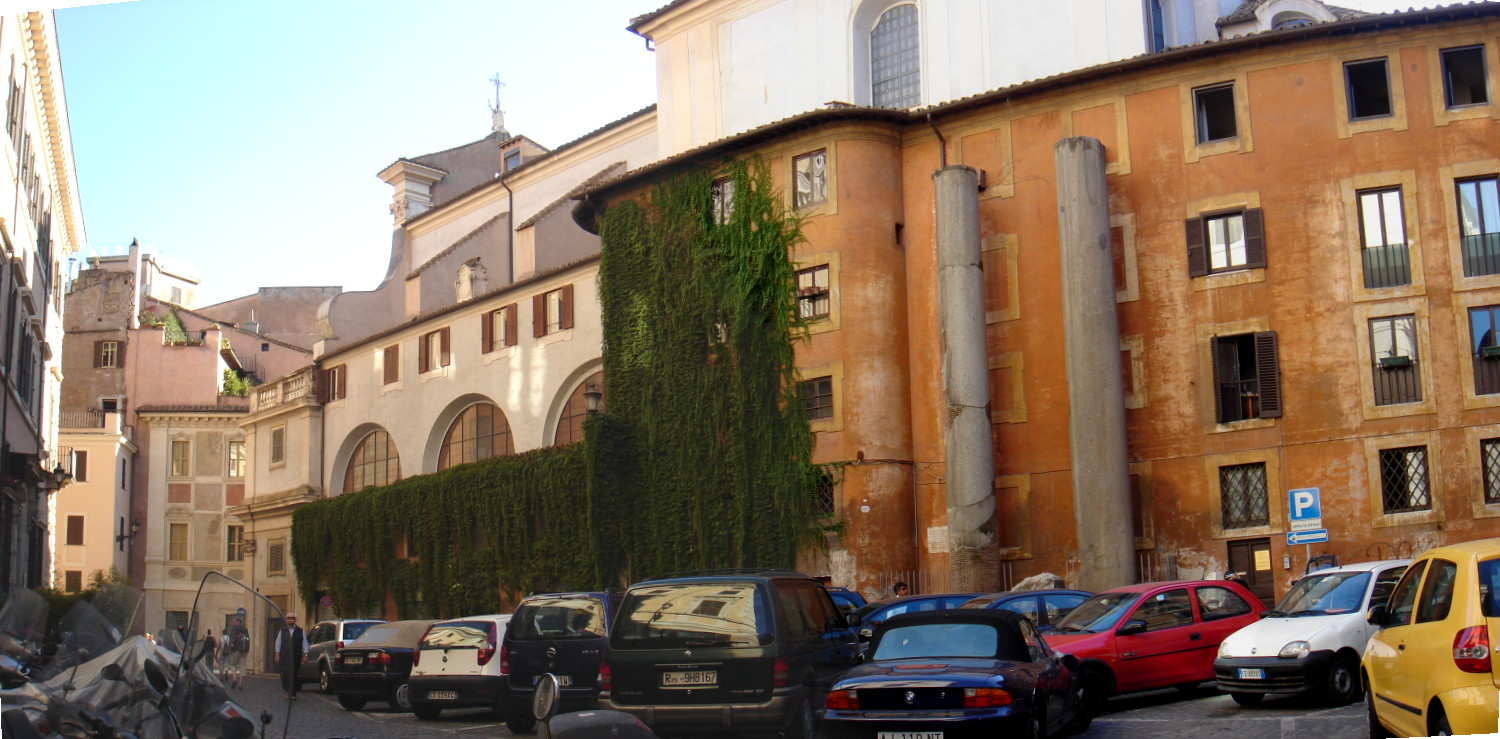
圖中的兩根圓柱是尼祿浴場的遺跡

尼祿浴場（拉丁語：Thermae Neronianae）是羅馬帝國第5代皇帝尼祿修建的古羅馬浴場。這座浴場也是羅馬的第二座公告浴場，僅次於阿格里帕浴場。227年時，亞歷山大·塞維魯斯改建了這座浴場。浴場用水來自於亞歷山大水道。